# John E. Murdoch
John Emery Murdoch (* 1927; † 16. September 2010) war ein US-amerikanischer Wissenschaftshistoriker. Er lehrte als Professor am „Department of the History of Science“ der Harvard University.

## Leben und Wirken
John E. Murdoch promovierte 1957 zum Ph.D. an der University of Wisconsin–Madison im Hauptfach Philosophie mit dem Nebenfach Wissenschaftsgeschichte. Im gleichen Jahr ging er nach Harvard, lehrte anschließend für drei Jahre an der Princeton University und kehrte 1963 nach Harvard zurück. Hier lehrte er seither am „Department of the History of Science“ Wissenschaftsgeschichte mit dem Schwerpunkt antike griechische und spätantike lateinische Wissenschaft und Philosophie. Sein besonderes Interesse galt den Konzepten der Unendlichkeit, Kontinuität und Begrenzungen in den frühen Wissenschaften.
Bekannt ist er auch für die Untersuchung der Überlieferung der Elemente von Euklid. In den 1960er Jahren entdeckte er eine bis dahin unbekannte Übersetzung aus dem Griechischen ins Lateinische, die ein unbekannter Übersetzer in Sizilien im 12. Jahrhundert anfertigte, der auch den Almagest von Claudius Ptolemäus übertrug.
1975 war Murdoch Fellow der John Simon Guggenheim Memorial Foundation für Wissenschafts- und Technikgeschichte. 2009 wurde er für sein wissenschaftliches Lebenswerk mit der George-Sarton-Medaille ausgezeichnet, dem höchst renommierten Preis für Wissenschaftsgeschichte der von George Sarton und Lawrence Joseph Henderson gegründeten History of Science Society (HSS). Er war außerdem seit 1973 Mitglied der American Academy of Arts and Sciences.
Zu seinen Doktoranden gehört Wilbur Richard Knorr.

## Veröffentlichungen (Auswahl)
Murdoch veröffentlichte zahlreiche Fachartikel zur mittelalterlichen Wissenschaft, Mathematik und Philosophie. Daneben übersetzte und kommentierte er verschiedene Beiträge zu Euklids Elementen. Zu seinen Büchern zählen:
- als Hrsg. mit Edith Dudley Sylla: The Cultural Context of Medieval Learning. Proceedings of the first International Colloquium on Philosophy, Science and Theology in the Middle Ages – September 1973. D. Reidel Publishing Co., Dordrecht/Boston 1975 (= Boston Studies in the Philosophy of Science. Band 26). google books
- Subtilitates Anglicanae in Fourteenth-Century Paris: John of Mirecourt and Peter Ceffons. In Machaut's World: Science and Art in the Fourteenth Century, ed. Madeleine P. Cosman and Bruce Chandler, 1978,  51–86.
- Album of Science: Antiquity and the Middle Ages. Charles Scribner’s Sons, 1984
- mit Edward Grant: Mathematics and its Applications to Science and Natural Philosophy in the Middle Ages: Essays in Honour of Marshall Clagett. 1987
- als Hrsg. mit Christoph Lüthy und William R. Newman: Late Medieval and Early Modern Corpuscular Matter Theory. Leiden, Netherlands: Brill, 2001.
- Euclid: Transmission of the Elements, Dictionary of Scientific Biography, Band 4, Scribners 1971, S. 437–459.